# Synagoge (Hlybokaje)

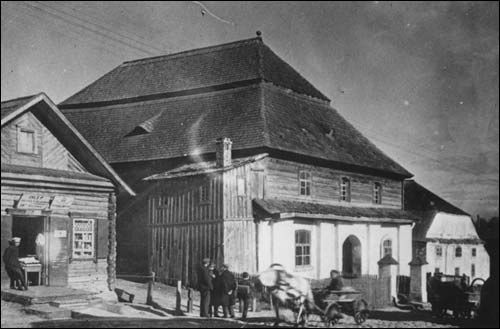
Circa 1920

Die hölzerne Synagoge in Hlybokaje, einer  belarussischen Stadt in der Wizebskaja Woblasz, wurde Mitte des 18. Jahrhunderts erbaut. Sie wurde im Zweiten Weltkrieg 1941 (oder wenig später) niedergebrannt.
Die Haupthalle (der Männergebetsraum) war nahezu quadratisch. Im Westen war ein Vestibül, über dem sich der Fauengebetsraum befand. Zugang zu diesem war vermutlich über einen kleinen, zweistöckigen Anbau in der Nordwestecke, in dem sich die Treppe befand. Der Anbau sowie ein schmaler Vorbau im Westen hatten Pultdächer, während das Gebäude selbst ein zweistufiges Walmdach hatte.
Über das Layout im Inneren ist nichts bekannt; lediglich vom Toraschrein gibt es ein Bild.  
Nahezu das ganze Gebäude ist aus Holz gebaut; lediglich der schmale längliche Vorbau entlang der Westseite ist gemauert und verputzt. Wenn die Datierung der vorliegenden Bilder richtig ist, wurde zwischen 1934 und 1935 der obige Teil der Westseite auch weiß angestrichen.

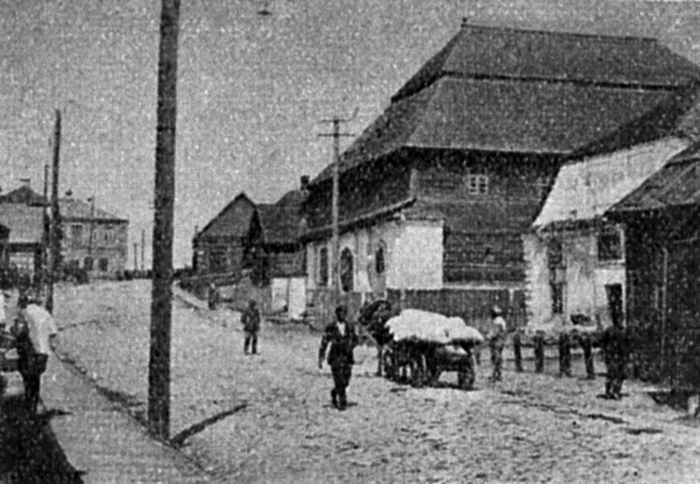
Synagoge  (1934)
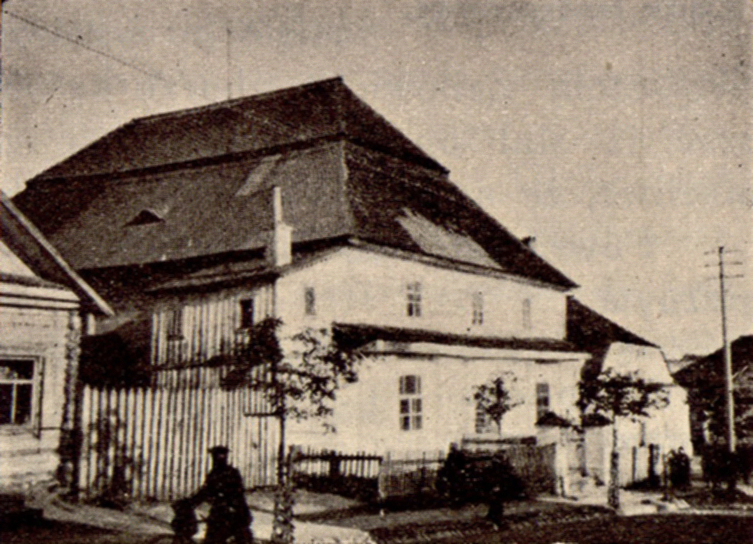
Synagoge (1935)
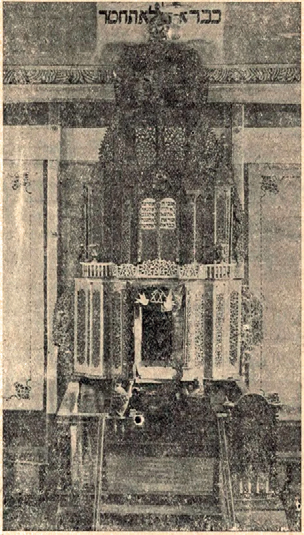
Toraschrein